# 牧野康儔
牧野 康儔（まきの やすとも、安永2年3月16日（1773年4月7日） - 寛政12年6月26日（1800年8月16日））は、信濃小諸藩の第5代藩主。越後長岡藩分家牧野家7代。

## 生涯
第4代藩主牧野康陛の長男。母は松平親盈の娘・清子。正室は松平直泰の娘。子に牧野康長（長男）、牧野康明（次男）、娘（本庄宗発正室）。官位は従五位下、内膳正。
寛政3年（1791年）12月15日に叙任する。寛政6年（1794年）、父の死去により跡を継ぎ、寛政10年（1798年）6月19日に奏者番となる。病弱で足痛により、杖の使用を許された。
寛政12年（1800年）6月26日、江戸にて28歳で死去した。死因は脚気腫満であった。跡を長男の康長が継いだ。法号は泰岳院殿興誉隆煕仁良大居士。

## 系譜
父母
- 牧野康陛（父）
- 松平清子 - 松平親盈の娘（母）

正室
- 栄 - 松平直泰の娘

子女
- 牧野康長（長男）
- 牧野康明（次男）
- 本庄宗発正室